# Invito a cena con delitto
Invito a cena con delitto (Murder by Death) è un film del 1976 diretto da Robert Moore.
Scritto dal commediografo statunitense Neil Simon, il film è una parodia del genere giallo classico. Oltre a valersi di un ricco cast di fama internazionale, l'opera vede la partecipazione straordinaria anche dello scrittore Truman Capote, nella sua unica vera interpretazione cinematografica. Il film venne presentato alla mostra internazionale d'arte cinematografica di Venezia del 1976. Fu l'ultimo film cui prese parte la veterana Estelle Winwood.

## Trama
Lionel Twain, un oscuro ed eccentrico milionario, ha invitato al suo castello per un fine settimana i cinque migliori investigatori, criminologi e scrittori di romanzi gialli del mondo, accompagnati dal proprio coniuge o aiutante: Sidney Wang col figlio adottivo Willie, Dick Charleston e la moglie Dora, Milo Perrier e il suo autista Marcel, Sam Diamante e la sua segretaria Tess Skeffington, Jessica Marbles e la sua anziana infermiera Miss Withers. Al loro arrivo gli ospiti sono a uno a uno bersaglio di un attentato compiuto per mezzo di una pesante statua che viene lasciata cadere dalle logge del castello. Rimasti indenni, vengono accolti nella magione da un bizzarro maggiordomo cieco, Jamesignora Bensignore, che spiega loro come il proprietario ami mantenere l'atmosfera della residenza tetra con l'ausilio di sofisticati congegni elettronici, e successivamente assegna le camere per la notte e dà loro appuntamento per la cena.
Una volta seduti attorno alla grande tavola, gli ospiti non possono consumare la cena per una grottesca incomprensione tra il maggiordomo cieco e la cuoca analfabeta e sordomuta assunta per l'occasione, Yetta; al contempo i dieci continuano a esser bersaglio di attentati personalizzati che mettono alla prova il loro ingegno, fino al momento in cui fa la sua teatrale apparizione Lionel Twain in persona. Ben conoscendo la fama d'infallibili solutori di enigmi dei suoi ospiti, li sfida apertamente, annunciando che allo scattare della mezzanotte mostrerà loro un delitto insolubile, che vedrà una vittima, che sarà uccisa con dodici coltellate, e un colpevole, ambedue presenti tra le persone che siedono in quel momento al tavolo. Dopo aver promesso un milione di dollari e i diritti cinematografici della vicenda a chi riuscirà a risolvere il mistero, Twain se ne va altrettanto teatralmente, sbarrando ogni via di uscita dal castello.
Costretti loro malgrado ad accettare la sfida, i cinque investigatori decidono quindi di rimanere insieme nella sala da pranzo per evitare che il delitto avvenga senza testimoni. Ma, trenta minuti prima della mezzanotte, sopraggiunge la cuoca Yetta che chiede aiuto. Wang, Perrier e la Marbles si dirigono in cucina, dove trovano il cadavere del maggiordomo, presumibilmente avvelenato dal contenuto della tazza da cui stava bevendo. Al loro ritorno trovano la sala da pranzo chiusa a chiave e sono costretti a tornare nuovamente in cucina per prendere la chiave dalle tasche del maggiordomo, ma qui trovano soltanto i suoi vestiti e non il corpo. Presa la chiave, ritornano nella sala da pranzo e la trovano deserta. Tuttavia, grazie a un indizio di Twain, riescono infine a ricongiungersi con gli altri ospiti.
Successivamente è il turno di Diamante e Charleston d'andare in cucina, attirati dal rumore di alcuni spari: qui trovano il cadavere nudo del maggiordomo, che tuttavia non presenta ferite da arma da fuoco; al loro ritorno, anch'essi trovano la sala da pranzo vuota e devono seguire l'indizio di Twain per ritrovare i loro compagni.
I cinque ipotizzano quindi l'esistenza di due stanze perfettamente uguali, che vengono in qualche modo scambiate fra loro per confonderli e catturare la loro attenzione, distogliendola dalla preparazione del vero delitto. Anche l'assassinio del maggiordomo è solo un diversivo, dato che questi non sedeva a tavola al momento dell'annuncio di Twain ed è stato ucciso prima dell'orario da lui indicato.
Mancano pochi istanti alla mezzanotte, e gli invitati decidono di sedersi a tavola tenendosi per mano in attesa del delitto: al dodicesimo rintocco dalla porta entra Lionel Twain, che stramazza a terra mostrando un coltello piantato nella schiena. Dora Charleston indica immediatamente la cuoca Yetta come assassina, essendo lei l'unica persona nel castello a non esser presente nella stanza; ma Diamante scopre presto che la cuoca è in realtà uno dei marchingegni elettronici di Twain. Nel tentativo di risolvere il caso, i cinque investigatori prendono ad accusarsi a vicenda sostenendo le teorie più varie e strampalate, e finendo col rendersi conto che ognuno di loro aveva un valido motivo per uccidere Twain: Dick Charleston è ormai rimasto senza soldi, per debiti contratti in seguito a prestiti da parte di Twain, Tess Skeffington è invece la nipote di Twain, il quale l'ha sempre trattata come una bambina anche in età adulta, Sidney Wang è addirittura il figlio adottivo di Twain, che lo cacciò di casa quando scoprì all'età di 19 anni che era cinese, Miss Marbles risulta essere la sua fidanzata che lui lasciò 54 anni prima, e infine Sam Diamante dichiara che Twain possiede numerose sue foto sessualmente compromettenti.
Stanchi e sfiduciati, gli ospiti decidono d'interrompere le indagini e concedersi una nottata di riposo, chiudendosi prudentemente a chiave nelle rispettive camere per proteggersi dall'assassino ancora libero. Essi ignorano però che, nottetempo, in ogni camera sarà innescata una trappola studiata per ucciderne gli occupanti. Nel frattempo il losco anfitrione, seduto dietro alla scrivania nello studio, comincia a depennare dalla lista degli invitati il nome di ciascun investigatore, convinto di averli uccisi tutti, quando Wang, scampato al proprio attentato, entra nella stanza e scopre che la diabolica mente altri non è che il maggiordomo Jamesignora, che ha inscenato la propria morte con l'aiuto di uno degli automi. Convinto di aver risolto il caso, Wang reclama il milione di dollari ma, uno dopo l'altro, tutti e quattro gli altri investigatori, scampati anch'essi ai rispettivi attentati, entrano nello studio fornendo ciascuno la propria soluzione del caso e reclamando la ricompensa.
Jamesignora, dopo aver di volta in volta avvalorato le versioni che gli venivano sottoposte da ognuno dei cinque, decide infine di svelare la vera soluzione del caso e, togliendosi la maschera dal volto, rivela di essere Lionel Twain che si era travestito da maggiordomo. Spiega come gli attentati alla vita degli ospiti fossero sempre stati un trucco e mai un reale pericolo e confessa di non aver mai sopportato la loro figura d'investigatori-scrittori e intellettuali, di disprezzare i loro ragionamenti contorti che portano le loro storie a un finale senza senso, al limite dell'assurdo, e li accusa d'inserire nelle ultime pagine dei loro romanzi personaggi e fatti taciuti fin allora, col solo scopo di togliere al lettore ogni possibilità d'individuare l'autore del crimine. Ora che è riuscito a giocarli completamente, Twain può finalmente prendersi la sua vendetta personale, distruggendo la loro immagine pubblica e il mercato dei loro libri.
Liberati così dalla loro prigionia, gl'investigatori se ne vanno sconsolati e sconfitti, mentre Twain, rimasto solo, si toglie un'ulteriore maschera, rivelando la sua effettiva identità: altri non è che Yetta la cuoca, che, per niente sordomuta, si accende una sigaretta e si concede una diabolica risata.

## Parodie

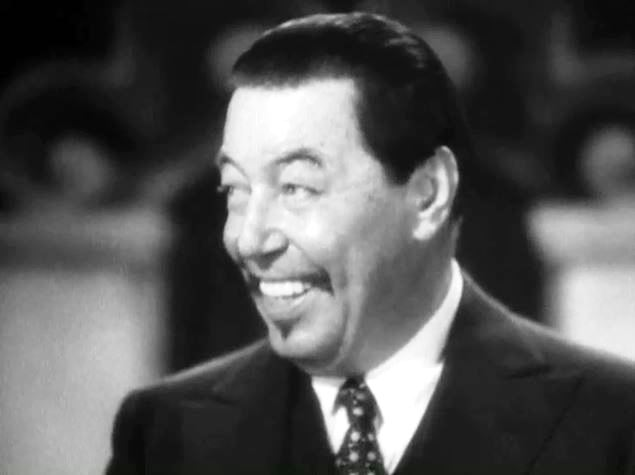
L'Ispettore Sidney Wang è la parodia di Charlie Chan (fotogramma tratto dal film L'ora che uccide)

La trama del film è ispirata al celebre romanzo Dieci piccoli indiani di Agatha Christie. Le riprese del film vennero effettuate presso i Warner Bros. Studios di Burbank, dove venne ricreato l'intero set della villa di Lionel Twain. Il fumettista Charles Addams ha realizzato i disegni dei titoli di testa.
I cinque investigatori protagonisti del film sono altrettante parodie di famosi detective letterari e cinematografici, con gli stessi nomi storpiati ma facilmente riconoscibili:
- Sidney Wang è un petulante e sentenzioso replicante di Charlie Chan, parodia dei classici stereotipi sugli orientali, che parla con un forte accento sgrammaticato.
- Dick e Dora Charleston fanno il verso a Nick e Nora Charles, la coppia di protagonisti del romanzo L'uomo ombra di Dashiell Hammett, che ispirarono diverse pellicole cinematografiche durante gli anni '30 e '40.
- Il baffuto Milo Perrier, di nazionalità belga, con i suoi tic gastronomici e i suoi atteggiamenti raffinati ricorda molto da vicino Hercule Poirot.
- Sam Diamante ricorda il rude e un po' sboccato detective Sam Spade, oltre ad imitare anche il tenente Colombo, ricalcandone perfettamente l'aspetto essendo l'attore che interpreta Diamante, Peter Falk, lo stesso che interpreta anche Colombo.
- Jessica Marbles è una versione più dinamica e spigliata di Miss Marple.

Il campanello che si sente all'inizio del film, quando i detective giungono alla residenza di Twain, è in realtà la riproposizione delle urla di terrore di Fay Wray nel film King Kong (1933).

## Doppiaggio
Nel doppiaggio sono andati persi o cambiati giochi di parole in lingua inglese intraducibili in italiano. Di seguito vengono riportati alcuni esempi.
- Quando, nella versione originale, Sidney Wang chiede al figliastro di leggere l'indirizzo (sulla targa è scritto 22 Twain), Willie sillaba "Two... two...", e il padre adottivo conferma "Exactly: two-two Twain". A causa dell'accento cinese dell'ispettore la frase suona come un'onomatopea: choo-choo train (approssimativamente trenino ciuf-ciuf). In questo caso la versione italiana ha rinunciato al calembour, limitandosi alla traduzione letterale.
- Al loro arrivo nel castello di Lionel Twain, Dick Charleston e la moglie vengono accompagnati dal maggiordomo alla loro camera. Alla loro domanda, il maggiordomo risponde di averli messi nella stessa ala dove alloggia l'ispettore Wang. A quel punto Charleston dice, rivolto alla moglie: "Pensa, cara, siamo sotto l'ala di Wang". Anche in questo caso è andato perduto il gioco di parole originale, giacché si perde l'assonanza dei termini "wing", in italiano ala, e Wang (il cognome dell'ispettore), che si sente nella frase inglese "Under Wang's wing".
- La parte finale del dialogo tra i coniugi Charleston e il maggiordomo Jamesignora, nella versione originale, recita quanto segue:

| Dick Charleston: | How odd!                     | Che strano!                    |
| Jamesignora:     | My father's name, sir.       | Il nome di mio padre, signore. |
| Dick Charleston: | What was your father's name? | Qual era il nome di suo padre? |
| Jamesignora:     | Howard, Howard Bensonmum.    |                                |
Il doppiaggio risolve l'impossibilità di rendere l'assonanza how odd/Howard assegnando anche al padre del maggiordomo un nome surreale:
| Dick Charleston: | O Signore!                         |
| Jamesignora:     | Era il nome di mio padre, signore. |
| Dick Charleston: | Qual era il nome di suo padre?     |
| Jamesignora:     | Ossignore, Ossignore Jamesignora.  |
- Dopo il monologo di Lionel Twain si trova il seguente dialogo:

| Lionel Twain:     | I'm the greatest, I'm number one!                  |
| Sam Diamond:      | To me, you look like number two, know what I mean? |
| Dora Charleston:  | What does he mean, Miss Skeffington?               |
| Tess Skeffington: | I'll tell you later. It's disgusting.              |
Siccome "do number two" significa andare di corpo, è probabile che con "you look like number two" Sam Diamante intendesse dire: "Sembri una merda". Questo dialogo è stato tradotto come segue:
| Lionel Twain:     | Sono io il più grande, sono il numero uno!               |
| Sam Diamante:     | Quelli come lei vanno sempre a coppie, mi sono spiegato? |
| Dora Charleston:  | Che cosa intende dire, Miss Skeffington?                 |
| Tess Skeffington: | Glielo dico dopo, è una volgarità.                       |
- Traducendo il nome di Sam Diamond in Sam Diamante, la versione italiana smarrisce completamente il senso della parodia. Il personaggio al quale è parzialmente ispirato Sam Diamante si chiama "Sam Spade"; spade e diamond sono a loro volta i nomi di due semi delle carte francesi, rispettivamente picche e quadri.
- Durante la serata Dick Charleston scompare temporaneamente e nella versione originale la moglie chiede senza scomporsi "Where is my Dickie?" (Dov'è il mio Dickie?), destando l'imbarazzo dei presenti dato che in inglese dick è un termine gergale per l'organo sessuale maschile. Resasi conto della gaffe la signora si corregge in "Oh sorry, where is my husband?" (Oh scusate, dov'è mio marito?). La traduzione italiana mantiene in un certo senso l'effetto comico in quanto Dora chiede a Sam Diamante (con il quale Charleston si era allontanato poco prima) "Dove me l'ha messo?" e poi si corregge in "Volevo dire, dov'è mio marito?".

## Accoglienza
Il film ha ottenuto un voto di 65% sul sito di recensioni cinematografiche Rotten Tomatoes, con un apprezzamento del 83% da parte del pubblico (basato su 13052 voti). Il portale IMDb gli dà invece un giudizio di 7,4/10 basato su 29071 voti.

## Incassi
Il film ha incassato 32 511 047 dollari negli Stati Uniti, e un totale di 33 453 202 dollari nel mondo.

## Scene tagliate
In fase di completamento della pellicola, ne vennero rimosse quattro scene:
- La prima vedeva Jessica Marbles e Miss Withers discutere per il pagamento del loro tassì (guidato da Peter Sellers).
- Nella seconda scena, Dick e Dora Charleston trovavano per strada Tess Skeffington, che era stata costretta a camminare per chilometri da Sam Diamante, il quale aveva finito la benzina e l'aveva mandata a prenderne dell'altra. Per i due coniugi è sufficiente constatare che Tess stia bene, quindi l'abbandonano a se stessa.
- Dopo la scoperta del corpo di Twain, Willie Wang viene incaricato di sistemare in qualche modo le spoglie del miliardario. Egli trova così una nota scritta a mano che il cadavere stringe nel pugno. Pensando che tale nota sia un indovinello, Wang fa un lungo discorso su come avrebbe risolto il caso e vinto il premio in palio. A ogni modo, si scopre poi che l'"indizio" è una nota completamente senza senso e irrilevante.
- Nella quarta scena, un altro investigatore con cappello e pipa, accompagnato dall'amico dottore (Keith McConnell e Richard Peel, ovviamente allusioni a Sherlock Holmes e al dottor Watson), tenta di raggiungere la casa mentre i loro cinque "colleghi" la stanno già lasciando a mistero "risolto". Secondo l'autore Ron Haydock erano infine Holmes e Watson a riuscire a risolvere il mistero, ma i loro ruoli vennero ridotti a un'unica apparizione a cameo, e infine rimossi completamente.

## Premi e riconoscimenti
- Golden Globe 1977
  - Nomination al miglior attore debuttante (Truman Capote)